# Гиллингем, Ким
Ким Ги́ллингем (англ. Kim Gillingham; род. 1970, США) — американская актриса

, продюсер и педагог по актёрскому мастерству.

## Биография и карьера
Гиллингем начала играть в кино в 1987 году с фильмом «Valet Girls». После этого она сыграла несколько ролей в телевизионных сериалах и фильмах, в том числе сыграла в 25-ти эпизодах в One Big Family (1986—1987), после чего она играла в основном небольшие роли в телевизионных сериалах.

### Преподавание
В настоящее время Гиллингем работает преподавателем по актёрскому мастерству в Лос-Анджелесе и Нью-Йорке. Среди её учеников — актрисы Сандра О, Мишель Крусик. Для того чтобы помочь актёрам в их работе над ролями, Гиллингем использует юнговскую философию.

### Личная жизнь
Замужем, есть сын (род. 2000).

## Избранная фильмография
| Год  |   | Русское название           | Оригинальное название          | Роль                         |
| ---- | - | -------------------------- | ------------------------------ | ---------------------------- |
| 1987 | с | Семейные узы               | Family Ties                    | Карен                        |
| 1990 | с | Беверли-Хиллз, 90210       | Beverly Hills, 90210           | Нина                         |
| 1990 | ф | Капитан Америка            | Captain America                | Бернис Стюарт / Шэрон Картер |
| 1993 | с | Сайнфелд                   | Seinfeld                       | асситенка                    |
| 1994 | с | Грейс в огне               | Grace Under Fire               | Стейси Дэвис                 |
| 1994 | с | Друзья                     | Friends                        | Анджела                      |
| 1995 | с | Тренер                     | Coach                          | Джинни                       |
| 1997 | с | Прикосновение ангела       | Touched by an Angel            | Эмили                        |
| 2003 | с | C.S.I.: Место преступления | CSI: Crime Scene Investigation | Ванесса Арнц                 |
| 2004 | с | Клиент всегда мёртв        | Six Feet Under                 | Линда                        |
| 2006 | с | Скорая помощь              | ER                             | миссис Рамзи                 |